# Вейл-оф-Уайт-Хорс
Вейл-оф-Уайт-Хорс (англ. Vale of White Horse) — неметрополитенский район (англ. non-metropolitan district) в графстве Оксфордшир (Англия). Административный центр — город Абингдон.

## География
Район расположен в юго-западной части графства Оксфордшир, граничит с графствами Глостершир, Уилтшир и Беркшир.

## История
Район был образован 1 апреля 1974 года в результате объединения боро Абингдон, городского района (англ. Urban district) Вантедж и сельских районов (англ. Rural District) Абингдон, Фарингдон и части сельского района Вантедж из Беркшира.

## Состав
В состав района входит 3 города:
- Абингдон
- Вантедж
- Фарингдон

и 65 общин (англ. civil parish).